# Asadipus palmerston
Asadipus palmerston är en spindelart som beskrevs av Norman I. Platnick 2000. Asadipus palmerston ingår i släktet Asadipus och familjen Lamponidae.
Artens utbredningsområde är Northern Territory, Australien. Inga underarter finns listade i Catalogue of Life.